# Sanjiang (köping i Kina, Hunan)
Sanjiang (kinesiska: 三江, 三江镇) är en köping i Kina. Den ligger i provinsen Hunan, i den södra delen av landet, omkring 92 kilometer norr om provinshuvudstaden Changsha. Antalet invånare är 15899. Befolkningen består av 7 580 kvinnor och 8 319 män. Barn under 15 år utgör 17,0 %, vuxna 15-64 år 74 %, och äldre över 65 år 8,0 %.
Genomsnittlig årsnederbörd är 1 879 millimeter. Den regnigaste månaden är maj, med i genomsnitt 312 mm nederbörd, och den torraste är oktober, med 57 mm nederbörd.